# Симплексний зв'язок
Симплексний зв'язок — зв'язок, за якого інформація передається тільки в одному напрямку. Існують два визначення симплексного зв'язку. За визначенням  ANSI схема симплексного зв'язку дозволяє передавати сигнали завжди тільки в одному напрямку. Такий зв'язок використовується в  радіо-,  теле- і супутниковому мовленні, оскільки немає необхідності передавати будь-які дані назад на радіопередавачі станцію. Інший приклад симплексного зв'язку — односпрямований зв'язок між пусковою установкою і  ракетою з радіокомандним управлінням, коли команди передаються ракеті, але прийом інформації від ракети не передбачений.
За визначенням  ITU-T схема симплексного зв'язку дозволяє передавати сигнали в кожен момент часу тільки в одному напрямку. В інший момент часу сигнали можуть передаватися в протилежному напрямку. Такий вид зв'язку зазвичай називають  напівдуплексним зв'язком. Приклади цього виду зв'язку —  мережеві карти, з'єднані коаксіальним кабелем, і багато видів технологічного радіозв'язку.